# У фіналі Джон помре (фільм)
«У фіналі Джон помре» (англ. John Dies at the End) — американський комедійний фільм жахів 2012 року, написаний і знятий Доном Коскареллі за мотивами однойменного роману Девіда Вонга. У головних ролях Чейз Вільямсон і Роб Мейс.

## Синопсис
Новий вуличний наркотик, що переносить своїх споживачів крізь час і простір, має один недолік: деякі люди повертаються вже не людьми. Чи зможуть два юнаки врятувати людство від потойбічного вторгнення?

## Акторський склад
| Актор                 | Роль                   |
| --------------------- | ---------------------- |
| Чейз Вільямсон        | Дейв                   |
| Роб Мейс              | Джон                   |
| Пол Джаматті          | Арні БлондСтоун        |
| Кленсі Браун          | доктор Альберт Марконі |
| Глінн Турман          | детектив               |
| Фабіанна Тереза       | Емі                    |
| Даг Джонс             | Роджер                 |
| Ангус Скрімм          | отець Шеллнат          |
| Кевін Майкл Річардсон | Коррок                 |

## Виробництво
У 2007 році Дон Коскареллі придбав права на екранізацію комедійного роману жахів «У фіналі Джон помре». Роман, написаний Девідом Вонгом, спочатку був опублікований онлайн у 2001 році, потім як відредагований рукопис у 2004 році, а згодом виданий в м'якій палітурці у 2007 році. Коскареллі казав: «Я був дуже вражений божевільною оригінальністю та вражаючою уявою Девіда Вонга. Він схожий на суміш Дугласа Адамса та Стівена Кінга, одночасно розумний і безглуздий, страшний і смішний — це дуже мене зачепило.»
Виконавчими продюсерами були Деніел Кері та Пол Джаматті, а продюсерами Дон Коскареллі, Бред Барух, Енді Мейерс, Роман Перес, Аарон Годфред і Джош Левін. Зйомки розпочалися у жовтні 2010 року. Знімання відбувалося на локаціях у Південній Каліфорнії. 27 січня 2011 року Коскареллі оголосив у своєму Твіттері, що основні зйомки завершено і що виробництво фільму перейшло у пост-продакшн.

## Випуск
Прем'єра фільму відбулася на кінофестивалі Sundance 23 січня 2012 року. У серпні 2012 року компанія Magnet Releasing оголосила про придбання прав на фільм. Прем'єра фільму в кінотеатрах відбулася 25 січня 2013 року (лише в США). На DVD фільм вийшов 2 квітня 2013 року.